# Casso
Casso (Cas in het plaatselijk dialect, Sćjas in het Friulisch) is een plaats (frazione) in de Italiaanse gemeente Erto e Casso. Het dorp ligt in de streek Friuli, vlak bij de grens met de provincie Belluno. Casso ligt boven het stuwmeer in de Valle del Vajont.

## Geschiedenis
Casso wordt voor het eerst genoemd in 1332. Vanaf 1558 werd het dorp hoofdzakelijk bewoond door houthakkers die oorspronkelijk uit de provincie Belluno afkomstig waren. Hierdoor wijkt Casso qua taal af van Erto, het andere dorp in de gemeente: in Casso spreekt men het dialect van Belluno, terwijl in Erto een Ladinisch dialect wordt gesproken. Ook vallen beide dorpen onder andere bisdommen.
Op 9 oktober 1963 zorgde een aardverschuiving van de Monte Toc voor een vloedgolf in het stuwmeer. Het water sloeg over de rand van de Vajontdam heen en veroorzaakte een ramp in de lagergelegen dorpen. Zowel Casso als Erto hadden slechts lichte schade opgelopen, maar uit voorzorg werd de bevolking geëvacueerd. Na drie jaar keerde een deel van de bewoners weer terug naar de twee dorpen. Een ander deel van de bewoners kwam terecht in Vajont, een dorp dat in 1971 speciaal voor hen werd gebouwd op het grondgebied van de gemeente Maniago.